# Efectos del ruido en la salud

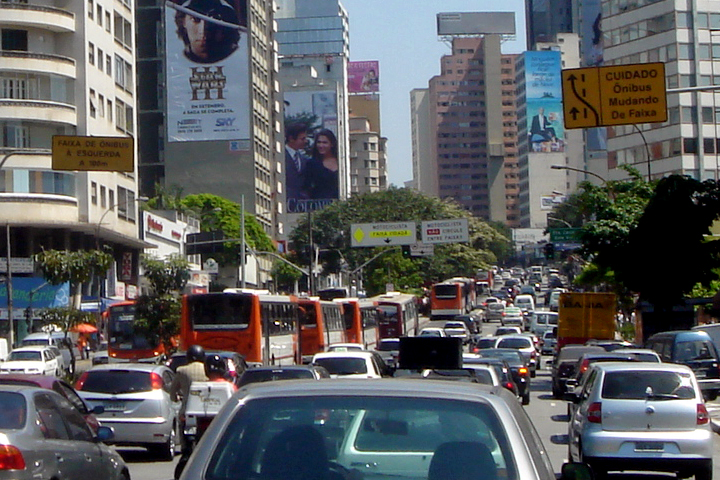
El tráfico es la fuente principal de la contaminación por ruido en las ciudades.

Los efectos del ruido en la salud son las consecuencias que se llegan a presentar en la salud de las personas expuestas a altos niveles de ruido en el trabajo o en la vida cotidiana, principalmente en el ambiente urbano. Los daños que se han observado con frecuencia y que tienen impacto sobre la vida de las personas son la hipoacusia o pérdida del oído, la hipertensión, la isquemia, molestias y disturbios en el sueño; de igual forma se llegan a presentar cambios en el sistema inmunológico y mutaciones que han sido atribuidas a estos altos niveles de exposición al ruido. También, las personas expuestas a alto volumen de sonido, como escuchar música alta con auriculares, frecuentar discotecas,  asistir a conciertos o estadios, el manejo de maquinaria y herramientas eléctricas, etc, pueden padecer sintómas de tinnitus. 
Además de estos daños, se reportan algunas presbiacusias que pueden ocurrir de manera natural conforme a la edad en algunos países desarrollados en los que el efecto del ruido acumulativo es suficiente para impactar en la salud auditiva de una gran cantidad de población de las grandes ciudades a través del tiempo.